# Julius Geißler
Freund August Julius Geißler; (auch Freund August Julius Geisler und Julius L. Geissler; * 30. April 1822 in Göttingen; † 10. Oktober 1904 in Hannover) war ein Lithograf und Fotograf.

## Leben
Julius Geißler wurde während der Personalunion zwischen Großbritannien und Hannover zur Zeit des Königreichs Hannover geboren als Sohn des in Göttingen tätigen Mineralogen August Geißler aus Leipzig, einem Bruder des Kupferstechers Christian Gottfried Heinrich Geißler. Julius war der jüngere Bruder des Malers, Grafikers und Schriftstellers Robert Geißler. Großvater mütterlicherseits war der ebenfalls in Göttingen tätige Maler und Universitätskupferstecher Heinrich Schwenterley.

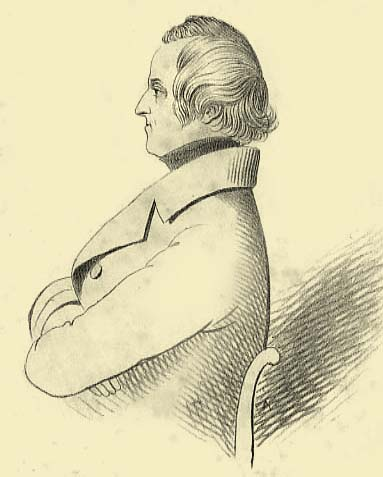
Moritz Leopold Petri
Bleistiftzeichnung Geißlers, um 1850; Lippische Landesbibliothek

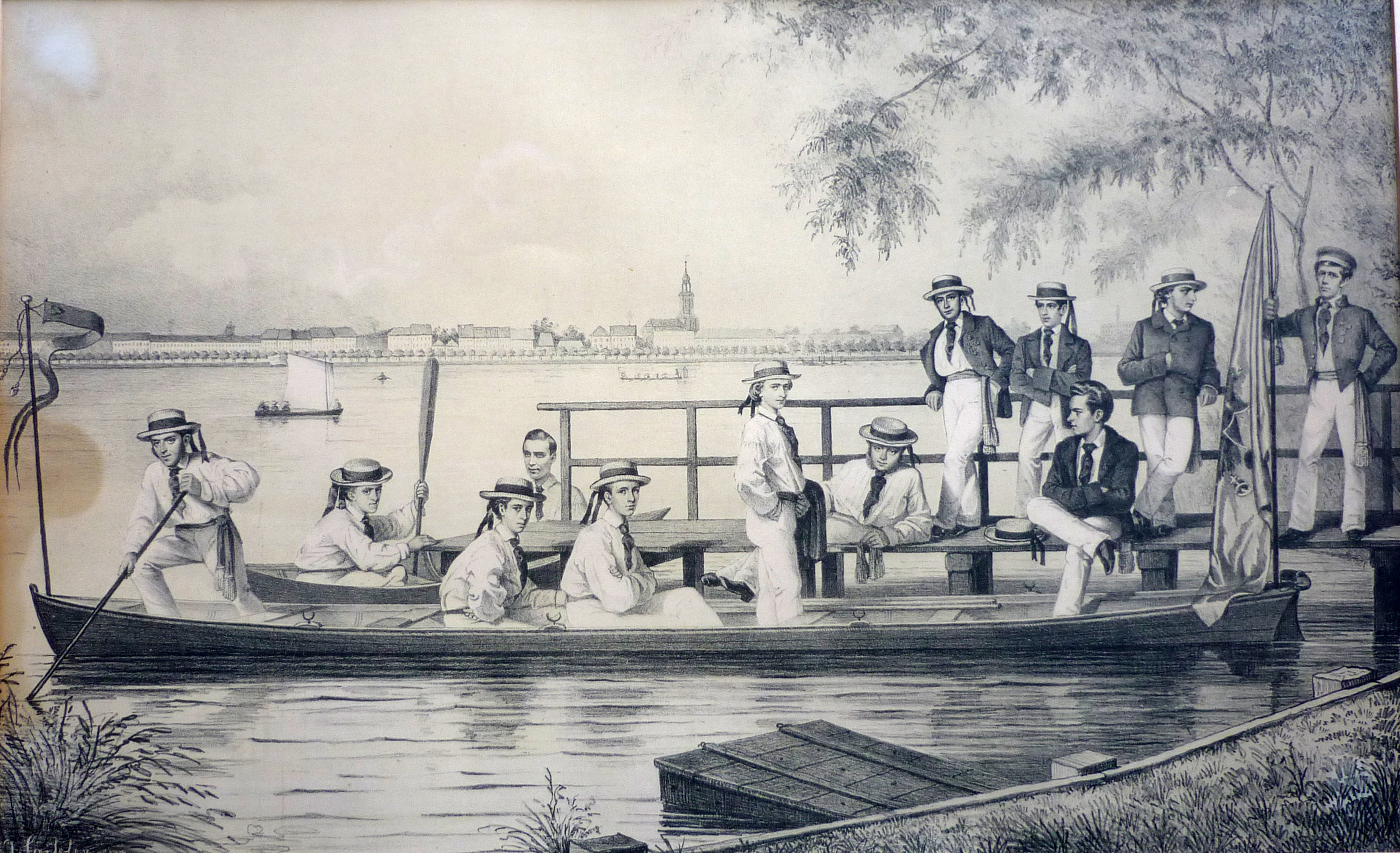
Mitglieder des Germania Ruder-Club (GRC), Lithografie um 1855

Geißler lernte anfangs bei Heinrich Grape, dann bei Adolf Ehrhardt in Dresden. In der Folge unternahm er mehrere Studienreisen und ließ sich 1850 in Hamburg nieder, wo er als vielbeschäftigter Bildnismaler tätig wurde. Dort malte er vornehmlich Miniaturen und Aquarelle, seltener Kreidezeichnungen, zumeist im Profil, Stücke, die vielfach nachgefragt wurden. Dabei entwickelte er wohl weniger einen ausgeprägten künstlerischen Ehrgeiz, sondern produzierte vor allem für den Massenbedarf. Die hohe Nachfrage nach seinen treffend ähnlichen Porträts resultierte auch aus Geißlers Angeboten von seinerzeit einem preußischen Thaler pro Stück.
1855 eröffnete Geißler in Hamburg ein photographisches Atelier. Er wurde Mitglied des Hamburger Künstlervereins.
Er schuf Lithographien nach seinen Aufnahmen, so beispielsweise 1859 vom Festzug der Schillerfeiern anlässlich des 100. Geburtstages von Friedrich Schiller.

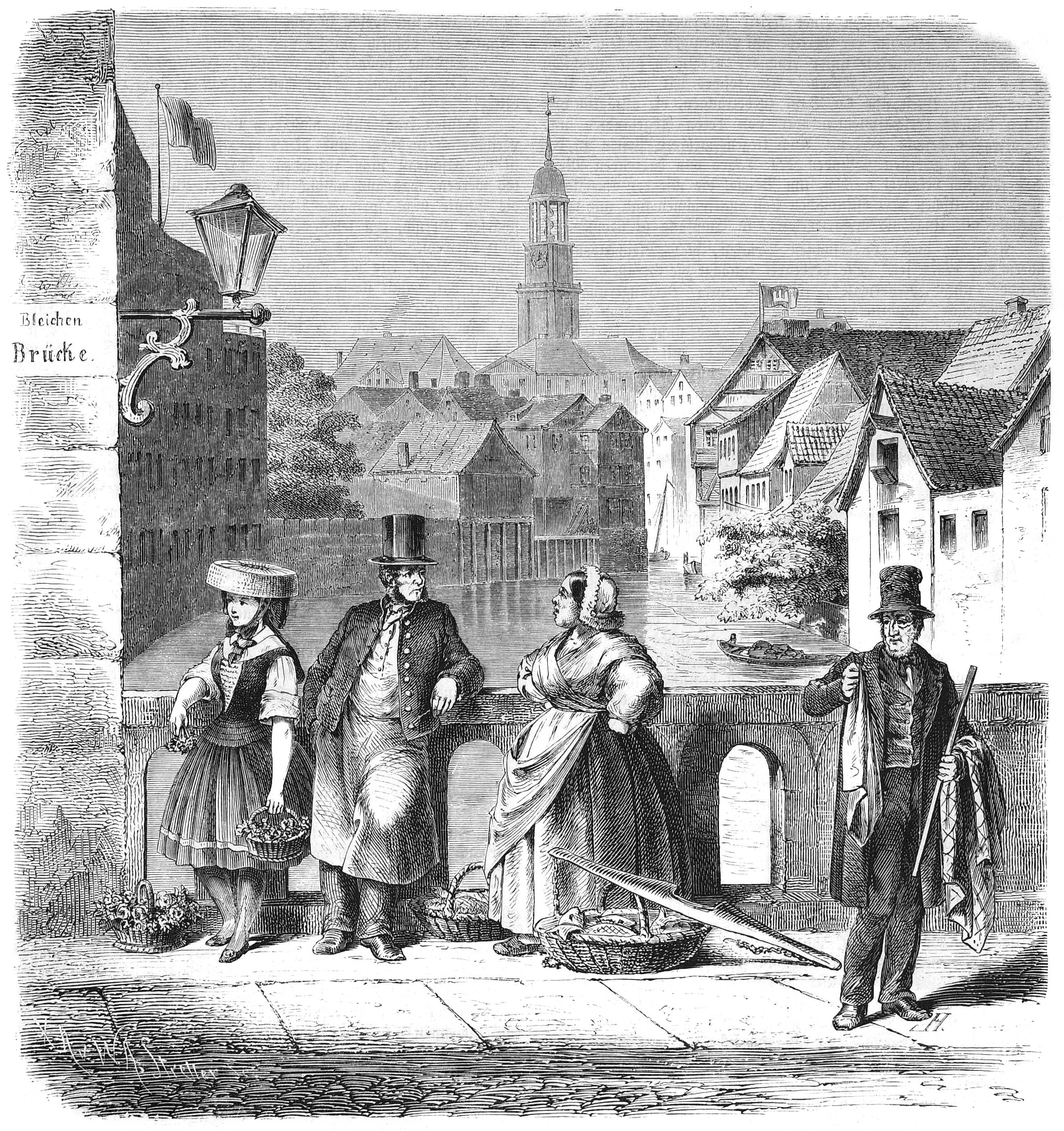
„Auf der Bleichenbrücke. Nach der Natur gezeichnet von Julius Geißler“;
Die Gartenlaube, 1862

Ab etwa 1861 wirkte Geißler einige Jahre in Nürnberg, wo er zeitweilig mit seinem Bruder Rudolf Geißler zusammenarbeitete. Die Gebrüder schufen beispielsweise die Lithographie Sänger-Festzug in Nürnberg am 22.7.1861.
Später leitete er für „längere Zeit“ die Litographische Kunstanstalt J. G. Bach in Leipzig. Anfang 1871 erhielt er Prokura.
Nachdem er eine Weile in der Stadt Stolberg im Südharz gelebt hatte, zog Julius Geißler schließlich nach Hannover, wo er am 10. Oktober 1904 verstarb.
Werke Geißlers finden sich beispielsweise im Germanischen Nationalmuseum in Nürnberg und weiteren Museen der Stadt Nürnberg (MSTN), insbesondere Holzschnitte und Lithographien aus der Zeit von 1865 bis etwa 1869.